# Институт по информатика и иновативни технологии
Институтът по информатика и иновативни технологии (на английски: Institute of informatics and innovative technologies), съкратено ИИИТ (IIIT), по Закона за юридическите лица е научен институт н Пловдив, България.
ИИИТ е сдружение с нестопанска цел, провеждащо научно-изследователска и развойна дейност (НИРД), с цел придобиване, натрупване и разпространение на знания и технологични умения в областта на неговите приоритетни изследователски направления, както и образователна дейност и разпространение на научни знания в областите на информатиката, информационните технологии и електронното лидерство.
Към ИИИТ функционират:
- Лабораторен комплекс;
- Научно-експертен съвет;
- Научно изследователски сектор;
- Академично издателство.

## Цели
1. Генериране на иновативни бизнес идеи и реализиращите ги технологии с висок потенциал за практическо приложение. Създаване на компютърно базирани информационни и управляващи методологии, софтуерни платформи за обучение, за електронна търговия, информационни и експертни системи, процеси и услуги, които са нови за пазара или представляват технологична новост с полезен ефект, задоволяващ реална пазарна потребност и създаващ стойност за потребителите, собствениците и обществото като цяло.

1. Популяризиране и подкрепа на инициативи за развитие на дигиталната трансформация за подобряване на бизнес-средата, конкурентостта и структурата на икономическите отношения за ускоряване на икономическия растеж и подобряване на благосъстоянието на Пловдивския регион, България и Европа.

1. Да стимулира, насърчава и защитава интересите на членовете си чрез ефективно застъпничество, комуникации, образование и обучение, бенчмаркинг и най-добри практики, работа в мрежа и информация за бранша.

## Годишни награди
Ежегодно ИИИТ връчва награда за принос в постижения в изкуствения интелект и публикации в академичното издателство към института.